# Stadtbibliothek Treptow-Köpenick
Die Stadtbibliothek Treptow-Köpenick ist ein öffentliches Bibliothekssystem in Trägerschaft des Bezirksamtes Treptow-Köpenick. Die Bibliothek weist einen Medienbestand von 279.991 auf, der im Jahr 2022 mit 258.063 Besuchen 1,17 Millionen Mal entliehen wurde. Darüber hinaus organisierte die Stadtbibliothek im gleichen Zeitraum über 2100 Veranstaltungen, Führungen und Ausstellungen. Die beiden wichtigsten Einrichtungen sind die Mittelpunktbibliotheken, die aus den früheren Stadtbezirken Köpenick und Treptow hervorgegangen sind.

## Einrichtungen
Derzeit befinden sich 6 verschiedene Einrichtungen im ganzen Bezirk verteilt sowie die Fahrbibliothek mit zwei Bussen.
| Name                                             | Adresse                                  | Ortsteil | Namensgeber                                                                                 | Bestand und ggf. weitere Informationen | Bild                      |
| ------------------------------------------------ | ---------------------------------------- | --- | ------------------------------------------------------------------------------------------- | --- | ------------------------- |
| Stadtteilbibliothek Johannes Bobrowski           | Peter-Hille-Straße 1, 12587 Berlin       | Friedrichshagen | Johannes Bobrowski, Lyriker                                                                 | 18.615 Im Februar 2014 wurde die Stadtteilbibliothek in die Rote Liste Kultur des Deutschen Kulturrates aufgenommen und in die Kategorie 2 als gefährdet eingestuft |                           |
| Mittelpunktbibliothek Köpenick Alter Markt       | Alter Markt 2, 12555 Berlin              | Köpenick | Alt-Köpenick                                                                                | 78.291 2009 gewann die Mittelpunktbibliothek Köpenick den Deutschen Architekturpreis und den Preis des BDA                                                          |                           |
| Mittelpunktbibliothek Alte Feuerwache Treptow    | Michael-Brückner-Straße 9, 12439 Berlin  | Alte Feuerwache Köpenick | Niederschöneweide                                                                           | 65.301 | siehe Bild in der Infobox |
| Stadtteilbibliothek im Bürgerhaus Altglienicke   | Ortolfstraße 182, 12524 Berlin           | Altglienicke | Bürgerhaus Altglienicke                                                                     | 29.435 |                           |
| Stadtteilbibliothek Alt-Treptow Manfred Bofinger | Karl-Kunger-Str. 30, 12435 Berlin        | Alt-Treptow | Manfred Bofinger                                                                            | 25.003 |                           |
| Stadtteilbibliothek Adlershof Stefan Heym        | Dörpfeldstraße 54/56, 12489 Berlin       | Adlershof | Stefan Heym                                                                                 | 33.472 |                           |
| Fahrbibliothek Treptow-Köpenick                  | Bus-Magazin, Alter Markt 2, 12555 Berlin | Grünau, Karolinenhof, Bohnsdorf, Rahnsdorf, Wilhelmshagen, Baumschulenweg, Plänterwald, Köpenick Nord, Allende Viertel, Müggelheim | Mobilität                                                                                   | 14.545 |                           |
| Fahrbibliothek II Henri Kinderbibliothek         | Bus-Magazin, Alter Markt 2, 12555 Berlin | Müggelheim, Bohnsdorf, Plänterwald, Johannisthal, Niederschöneweide, Schmöckwitz, Oberschöneweide, Baumschulenweg Altglienicke     | Henri der Bücherdieb, aus dem Kinderbuch Gesucht! Henri, der Bücherdieb von Emily MacKenzie | 05.372 |                           |

Die Stadtbibliothek Treptow-Köpenick nimmt am Verbund Öffentlicher Bibliotheken Berlins (VÖBB) teil und ist an den bundesweiten Fernleihverkehr angeschlossen.

## Projekte
Ein mediales, kulturelles und soziales Zentrum entstand im Rahmen des Projektes Umbau der denkmalgeschützten Alten Feuerwache und neuer Ergänzungsbau der Mittelpunktbibliothek Treptow. Die Eröffnung fand im Jahr 2015 statt. In dieser Bibliothek steht besonders die Leseförderung und Vermittlung von Lesekompetenz im Mittelpunkt. Das Projekt wurde aus Mitteln des Bezirkes Treptow-Köpenick und des Landes Berlin sowie aus Mitteln des Programms BIST-Bibliotheken Im Stadtteil aus dem Europäischen Fonds für Regionale Entwicklung (EFRE) finanziert.
Mit der Beteiligung am Projekt TENIVER – Technologische Innovation in der Informationsversorgung ebenfalls aus Mitteln der EFRE hat Treptow-Köpenick die Selbstverbuchung von Medien mit Hilfe der RFID-Technik eingeführt.